# Елементи математики
«Елементи математики» (фр. Éléments de mathématique) — серія книг з математики, написаних французьким колективом під псевдонімом Ніколя Бурбакі. Серія була розпочата в 1939 році. Серія відзначається як масштабне самодостатнє формальне викладення математики.
Маючи метою створити повністю самодостатню інтерпретацію математики, засновану на теорії множин, група публікувала трактат Éléments de mathématique («Елементи математики» або, точніше, «Засади математики»). Трактат складався із двох частин. Перша частина звалася Les structures fondamentales de l'analyse - «Основні структури аналізу» і містила такі роботи (у дужках наведено оригінальні французькі назви та їх скорочені позначення):
І Теорія множин (Théorie des ensembles — E ) — 4 розділи і підсумок
1. Опис формальної математики (фр. Description de la mathématique formelle)
2. Теорія множин (фр. Théorie des ensembles)
3. Впорядковані множини, кардинали, цілі числа (фр. Ensembles ordonnés, cardinaux, nombres entiers)
4. Структури (фр. Structures)

Підсумки (фр. Fascicule de résultats)
ІІ Алгебра (Algèbre — A ) — 10 розділів
1. Алгебричні структури (фр. Structures algébriques)
2. Лінійна алгебра (фр. Algèbre linéaire)
3. Тензорна алгебра, зовнішня алгебра, симетрична алгебра (фр. Algèbres tensorielles, algèbres extérieures, algèbres symétriques)
4. Многочлени і раціональні функції (фр. Polynômes et fractions rationnelles)
5. Комутативні поля (фр. Corps commutatifs)
6. Впорядковані групи і поля (фр. Groupes et corps ordonnés)
7. Модулі над областю головних ідеалів (фр. Modules sur les anneaux principaux)
8. Напівпрості модулі і кільця (фр. Modules et anneaux semi-simples)
9. Півторалінійні і квадратичні форми (фр. Formes sesquilinéaires et formes quadratiques)
10. Гомологічна алгебра (фр. Algèbre homologique)

ІІІ Топологія (Topologie générale — TG ) — 10 розділів, підсумок, словник
1. Топологічні структури (фр. Structures topologiques)
2. Рівномірні структури (фр. Structures uniformes)
3. Топологічні групи (фр. Groupes topologiques)
4. Дійсні числа (фр. Nombres réels)
5. Однопараметричні групи (італ. Groupes à un paramètre)
6. Простори дійсних чисел і проєктивні простори (фр. Espaces numériques et espaces projectifs)
7. Адитивні групи {\displaystyle \mathbb {R} ^{n}} (фр. Les groupes additifs {\displaystyle \mathbb {R} ^{n}})
8. Комплексні числа (фр. Nombres complexes)
9. Використання дійсних чисел в загальній топології (фр. Utilisation des nombres réels en topologie générale)
10. Функційні простори (фр. Espaces fonctionnels)

IV Функції дійсної змінної (Fonctions d'une variable réelle — FVR ) — 7 розділів, словник
1. Похідні (фр. Dérivées)
2. Первісні та інтеграли (фр. Primitives et intégrales)
3. Елементарні функції (фр. Fonctions élémentaires)
4. Диференціальні рівняння (фр. Équations différentielles)
5. Локальне вивчення функцій (фр. Etude locale des fonctions)
6. Ряд Тейлора, формула Ейлера — Маклорена (фр. Développements tayloriens généralisés, formule sommatoire d'Euler-Maclaurin)
7. Гамма-функція (фр. La fonction gamma)

V Топологічні векторні простори (Espaces vectoriels topologiques — EVT ) — 5 розділів, підсумки, словник
1. Топологічні векторні простіри над скалярними полями (фр. Espaces vectoriels topologiques sur un corps valué)
2. Опуклі множини та локально опуклі простори (фр. Ensembles convexes et espaces localement convexes)
3. Простори лінійних неперервних операторів (фр. Espaces d'applications linéaires continues)
4. Дуальність топологічних векторних просторів (фр. La dualité dans les espaces vectoriels topologiques)
5. Гільбертові простори (елементарна теорія) (фр. Espaces hilbertiens (théorie élémentaire))

VI Інтегрування (Intégration — INT ) — 9 розділів
1. Нерівності випуклості (фр. Inégalités de convexité)
2. Простори Ріса (фр. Espaces de Riesz)
3. Міри на локально компактних просторах (фр. Mesures sur les espaces localement compacts)
4. Розширення міри, простори {\displaystyle L^{p}} (фр. Prolongement d'une mesure et espaces {\displaystyle L^{p}})
5. Інтегрування за мірою (фр. Intégration des mesures)
6. Векторне інтегрування (фр. Intégration vectorielle)
7. Міра Хаара (фр. Mesure de Haar)
8. Згортка та представлення (фр. Convolution et représentations)
9. Міри на гаусдорфових просторах (фр. Mesures sur les espaces topologiques séparés)

Пізніше стали виходити книги другої частини:
- Комутативна алгебра (Algèbre commutative — AC ) — 10 розділів

1. Плоский модуль (фр. Modules plats)
2. Локалізація кільця (фр. Localisation)
3. Градуювання, фільтрування та топологія (фр. Graduations, filtrations et topologies)
4. Асоційовані прості ідеали та примарний розклад (фр. Idéaux premiers associés et décomposition primaire)
5. Цілі числа (фр. Entiers)
6. Нормування (фр. Valuations)
7. Дільники (фр. Diviseurs)
8. Розмірність (фр. Dimension)
9. Повні нетерові локальні кільця (фр. Anneaux locaux noethériens complets)
10. Глибина, регулярність, двоїстість (фр. Profondeur, régularité, dualité)

- Групи та алгебри Лі (Groupes et algèbres de Lie — LIE) — 9 розділів

1. Алгебра Лі (фр. Algèbres de Lie)
2. Вільна алгебра Лі (фр. Algèbres de Lie libres)
3. Група Лі (фр. Groupes de Lie)
4. Група Коксетера та система Тітса (фр. Groupes de Coxeter et systèmes de Tits)
5. Групи породжені відображеннями (фр. Groupes engendrés par des réflexions)
6. Система коренів (фр. Systèmes de racines)
7. Підалгебра Картана та регулярні елементи (фр. Sous-algèbres de Cartan et éléments réguliers)
8. Спліт напівпроста алгебра Лі (фр. Algèbres de Lie semi-simples déployées)
9. Компактна дійсна група Лі (фр. Groupes de Lie réels compacts)

- Спектральна теорія (Théories spectrales — TS ) — 2 розділа

1. Нормована алгебра (фр. Algèbres normées)
2. Локально компактна комутативна група (фр. Groupes localement compacts commutatifs)

- Диференційовані та аналітичні многовиди (Variétés différentielles et analytiques — VAR ) — тільки підсумки

- Алгебрична топологія (Topologie algébrique — TA) — 4 розділи

1. Накриття (фр. Revêtements)
2. Групоїди (фр. Groupoïdes)
3. Гомотопія та групоїд Пуанкаре (фр. Homotopie et groupoïde de Poincaré)
4. Напівлокально однозв'язний простір (фр. Espaces délaçables)

## Нотація
У книгах Бурбакі були вперше запроваджені символ для порожньої множини Ø; символи {\displaystyle \mathbb {N} ,\mathbb {Z} ,\mathbb {Q} ,\mathbb {R} ,\mathbb {C} } для множин натуральних, цілих, раціональних, дійсних і комплексних чисел; терміни ін'єкція, сюр'єкція і бієкція; знак «небезпечний поворот» на полях книги, який показує, що це місце в доведенні можна зрозуміти неправильно. Цей знак застосовував зокрема теоретик-програміст Дональд Кнут.